# Liste der Baudenkmale in Siemz-Niendorf
In der Liste der Baudenkmale in Siemz-Niendorf sind alle denkmalgeschützten Bauten der mecklenburgischen Gemeinde Siemz-Niendorf und ihrer Ortsteile aufgelistet. Grundlage ist die Veröffentlichung der Denkmalliste des Kreises Nordwestmecklenburg mit dem Stand vom 16. September 2020.

## Baudenkmale nach Ortsteilen

### Bechelsdorf
| ID | Lage           | Bezeichnung                                          | Beschreibung | Bild |
| -- | -------------- | ---------------------------------------------------- | ------------ | ---- |
| 44 | Dorfstraße 1,2 | Bauernhaus und Scheune (1. Hof auf der linken Seite) |              |      |

### Groß Siemz
| ID  | Lage                  | Bezeichnung | Beschreibung | Bild |
| --- | --------------------- | ----------- | ------------ | ---- |
| 654 | Dorfstraße 8 (Karte)  | Bauernhaus  |              |      |
| 655 | Dorfstraße 13 (Karte) | Bauernhaus  |              |      |
| 656 | Dorfstraße 17 (Karte) | Bauernhaus  |              |      |

### Klein Siemz
| ID  | Lage                 | Bezeichnung                             | Beschreibung | Bild |
| --- | -------------------- | --------------------------------------- | ------------ | ---- |
| 770 | Dorfstraße 2 (Karte) | Hallenhaus mit Stall u. 2 Pfostensteine |              |      |
| 771 | Dorfstraße 3 (Karte) | Hallenhaus mit Scheune                  |              |      |
| 772 | Seestraße 11 (Karte) | Hallenhaus mit Backhaus                 |              |      |
| 773 | Dorfstraße 5 (Karte) | Bauernhof mit Wohnhaus und 2 Scheunen   |              |      |
| 774 | Dorfstraße 6 (Karte) | Bauernhaus                              |              |      |

### Lindow
| ID  | Lage                 | Bezeichnung             | Beschreibung | Bild |
| --- | -------------------- | ----------------------- | ------------ | ---- |
| 865 | Dorfstraße 1 (Karte) | Bauernhaus mit Backhaus |              |      |
| 866 | Dorfstraße 2 (Karte) | Bauernhaus              |              |      |
| 867 | Dorfstraße 3 (Karte) | Bauernhaus              |              |      |
| 868 | Dorfstraße 4 (Karte) | Bauernhaus              |              |      |
| 869 | Dorfstraße 6         | Bauernhaus              |              |      |
| 870 | Dorfstraße 7 (Karte) | Bauernhaus              |              |      |

### Ollndorf
| ID   | Lage          | Bezeichnung                     | Beschreibung | Bild |
| ---- | ------------- | ------------------------------- | ------------ | ---- |
| 1032 | Dorfstraße 10 | Bauernhaus                      |              |      |
| 1031 | Dorfstraße 7  | Bauernhaus                      |              |      |
| 1033 | Hauptstraße 2 | Schule m. Pumpe u. Nebengebäude |              |      |

### Torisdorf
| ID   | Lage                   | Bezeichnung    | Beschreibung | Bild |
| ---- | ---------------------- | -------------- | ------------ | ---- |
| 1415 | Hauptstraße 10 (Karte) | ehem. Schmiede |              |      |
| 1416 |                        | Park           |              | Park |

### Törpt
| ID   | Lage         | Bezeichnung             | Beschreibung | Bild |
| ---- | ------------ | ----------------------- | ------------ | ---- |
| 1417 | Dorfstraße 5 | Landarbeiterhaus        |              |      |
| 1418 | Dorfstraße 6 | Bauernhaus (Werderhaus) |              |      |

## Ehemalige Baudenkmale

### Groß Siemz
| ID  | Lage                 | Bezeichnung | Beschreibung | Bild |
| --- | -------------------- | ----------- | ------------ | ---- |
| 653 | Dorfstraße 3 (Karte) | Bauernhaus  |              |      |

## Quelle
- Denkmalliste des Landkreises Nordwestmecklenburg (Stand: 9. November 2023; PDF, 1,2 MByte)